# Jeanette Nuñez
Jeanette Nuñez, née Sanchez le 6 juin 1972, est une femme d'affaires et femme politique américaine. 
Membre  du Parti républicain, elle représente le comté de Miami-Dade à la Chambre des représentants de Floride de 2010 à 2018, servant également de présidente pro tempore pendant ses deux dernières années à la chambre. Puis elle devient lieutenant-gouverneure de Floride de 2019 à 2025. Depuis 2025, elle est présidente de l’ université internationale de Floride. Jeanette Nuñez est la première Latina à occuper le poste de lieutenant-gouverneure de Floride.

## Carrière politique

### Chambre des représentants de Floride
Lorsque le représentant de l'État sortant David Rivera n'a pas été en mesure de se faire réélire en 2010 en raison de la limite de mandats, Jeanette Nuñez s'est présentée pour lui succéder dans le 112e district, qui comprenait des parties des comtés de Broward, Collier et Miami-Dade, s'étendant de Doral à Naples. Lors de la primaire républicaine, elle a affronté Juan D'Arce et James Patrick Guerrero, et a fait campagne sur son travail pour faire adopter une législation visant à « améliorer l'économie » et à « réformer le programme Medicaid afin de contenir les coûts sans cesse croissants qui affectent les contribuables ». 
Jeanette Nuñez remporte la primaire obtenant 66 % des voix contre 19 % pour D'Arce et 15 % pour Guerrero. Aux élections générales, elle affronte Sandra Ruiz, la candidate démocrate et conseillère municipale de Doral, et Robert Van Name, un candidat indépendant. Nuñez fait campagne sur la création d'emplois, déclarant : « Pour moi, le problème le plus important pour le 112e district et en fait pour tout l'État de Floride est la création d'emplois, l'amélioration de l'économie et la réduction du fardeau fiscal des entreprises et des propriétaires ». 
Le Naples Daily News a critiqué la nature du district, notant : « S'il y a une raison classique pour la réforme du redécoupage, cette course... serait celle-ci », et a estimé qu'« il y a peu de sens d'un lien avec Collier pour aucun des deux autres candidats basés à Miami. » Malgré cela, ils ont soutenu Jeanette Nuñez plutôt que Sandra Ruiz parce que Jeanette Nuñez a rencontré le comité de rédaction et que Sandra Ruiz ne l'a pas fait, ce qu'ils ont noté comme « un outil de mesure épouvantable pour choisir un fonctionnaire d'un si haut rang ». En fin de compte, Nuñez l'emporte sur ses adversaires avec une marge confortable, obtenant 56 % des voix contre 39 % pour Ruiz et 5 % pour Van Name.
Lorsque les districts législatifs de l'État ont été redessinés en 2012, Nuñez s'est retrouvée sur le 119e district, où elle a choisi de chercher à se faire réélire. Elle a été défiée à la primaire républicaine par Libby Perez, mais a facilement remporté la réinvestiture avec 73 % des voix. Nuñez n'a fait face qu'à une opposition écrite lors des élections générales et a facilement été réélu.
Au cours de la session législative de 2014, Nuñez travaille avec le sénateur de l'État Jack Latvala pour parrainer une législation qui « permettrait aux enfants d'immigrants sans papiers de payer les mêmes frais de scolarité dans l'État pour l'université que les autres Floridiens », qui finit par passer la législature.
Tel que rapporté par The Hill en 2018, Jeanette Nuñez introduit une législation en Floride « pour normaliser l'heure d'été pour toute l'année civile ». Pour faire passer le Sunshine Protection Act à l'échelle nationale, le sénateur Marco Rubio parraine un projet de loi au Sénat puisque le projet de loi de l'État ne peut entrer en vigueur tant que le gouvernement fédéral n'a pas apporté le changement. En effet, « la disposition déplacerait l'État dans un fuseau horaire différent de manière permanente », ce qui nécessite une action réglementaire fédérale ou une loi du Congrès.

### Lieutenant-gouverneure de Floride

#### Élection
Le 5 septembre 2018, Ron DeSantis, alors membre du Congrès, choisit Jeanette Nuñez pour être sa colistière lors de l'élection du gouverneur de Floride en 2018, affrontant Andrew Gillum et son colistier Chris King. DeSantis et Nuñez remportent l'élection avec une marge de moins d'un demi-point de pourcentage. Jeanette Nuñez est la première femme hispanique à occuper le poste de lieutenant-gouverneur de Floride.

#### Mandat
Jeanette Nuñez prête serment en tant que lieutenant-gouverneure le 8 janvier 2019, succédant à Carlos López-Cantera. Au cours de son mandat, elle organise diverses tables rondes et événements en faveur des exilés du Venezuela,.

## Vie privée
Jeanette Nuñez est née à Miami de parents cubains et a trois sœurs,. En 1994, elle obtient un baccalauréat ès arts en sciences politiques et relations internationales de l'université internationale de Floride (FIU). En 1998, Nuñez termine sa maîtrise en administration publique à FIU.
Son premier emploi après avoir terminé ses études de premier cycle était en tant qu'assistante du sénateur d'État Alex Diaz de la Portilla. Jeanette Nuñez est entrée dans l'industrie des soins de santé, travaillant comme vice-président des affaires gouvernementales chez Jackson Health System. Jeanette Nuñez a aussi travaillé pour la Florida International University en tant que professeur adjoint et conseiller. Elle a également été vice-présidente des affaires extérieures au Kendall Regional Medical Center et à l'Aventura Hospital & Medical Center, jusqu'à son élection en tant que lieutenant-gouverneure de Floride.
Jeanette Nuñez épouse Adrian Nuñez en 1997. Ils ont trois enfants.